# Karramba
Karramba (stylizowany zapis: KaRRamBa), właściwie Marcin Kitliński (ur. 23 września 1973 w Krakowie) – polski raper, autor tekstów, kompozytor i multiinstrumentalista, producent muzyczny i inżynier dźwięku. Członek Akademii Fonograficznej ZPAV. Aktywny od 1992 roku, zaliczany jest do prekursorów hip-hopu w Polsce. Członek zespołów Brooklyn, Project ’96 i PeWeX.
Współpracował ponadto z takimi wykonawcami, jak Acid Drinkers, Piotr Zander, Jędker, Toony, Tomasz Lubert, BBX, Sokół, Bosski Roman, czy Firma.

## Kariera muzyczna

### 1992–1994: Początki kariery, Brooklyn
Działalność artystyczną podjął w 1992 roku w zespole Brooklyn, który współtworzył wraz z Pawłem „Goolary'm” Góralczykiem, który w latach późniejszych gitarzystą zespołu Cemetery of Scream. W 1993 roku ukazał się album formacji pt. Cham się topi... W 1994 roku wraz z The Young Gang formacja zarejestrowała drugi album pt. Banda osiedlowa. Oba wydawnictwa ukazały się nakładem oficyny Gamma. Tego samego roku Karramba wystąpił gościnnie na albumie formacji Acid Drinkers pt. Infernal Connection. Po 1994 roku zespół Brooklyn został rozwiązany. Następnie, Kitliński zauważony przez niezależną firmę Star Maker zdecydował się podjąć solową działalność artystyczną.

### 1995–1998: DebiutanckiBoom! Bang!,KaRRamBa...oszalał!!?, Los Vatos Locos
W 1995 roku zaczął pracę nad swoim pierwszym albumem solowym. Debiutancki album rapera zatytułowany Boom! Bang! ukazał się w 1996 roku. Zainteresowanie w Polsce muzyką hip-hopową w połowie lat 90. przysporzyło także Kitlińskiemu gwałtownej popularności. Debiut rapera sprzedał się w nakładzie 40 000 egzemplarzy. Tego samego roku wziął również udział w nagrywaniach albumu Klimaty grupy Project'96. Tytułowy utwór dwa lata później znalazł się na ścieżce dźwiękowej do filmu Kochaj i rób co chcesz. W międzyczasie Karramba podjął się pracy prezentera telewizyjnego w programie muzycznym „Dance World” emitowanego w latach 1996–1998 na antenie stacji Polsat. W 1997 roku ukazał się drugi album studyjny artysty zatytułowany KaRRamBa...oszalał!!?. Wydawnictwo było promowane singlem pt. Baltazar drugi / I Wanna Die. Tego samego roku ukazał się także album Los Vatos Locos. Natomiast rok później została wydana kontynuacja pt. Los Vatos Locos II – Hard Mixxx.

### 1999–2011:Dr Spikee,Vatos Locos Klan, Milion Peelenuff,Rock Vatos Locos,11i PeWeX
W 1999 roku nakładem Pomaton EMI ukazał się piąty album Karramby pt. Dr Spikee. Wydawnictwo uzyskało tego samego roku nominację do nagrody polskiego przemysłu fonograficznego Fryderyka w kategorii Album roku – rap/hip-hop. W międzyczasie prowadził autorskie audycje „Klinika Dr Spikee” i „Techno Party” na falach krakowskiego radia Blue FM (1999–2000). Także w 1999 roku ukazały się kolejno kompilacje Gold Collection Vol. II i Gold Collection Vol. I. W 2001 roku nakładem Odeon Music Polska został wydany album Vatos Locos Klan. Nagrania dotarły do 6. miejsca zestawienia OLiS. W 2003 roku ukazała się trzecia kompilacja nagrań artysty zatytułowana Debeztoff 1993–2003. W 2004 roku została wydana płyta pt. Milion Peelenuff. Album promowany był teledyskiem do remixu utworu „Mój Własny Raj”. W 2005 roku ukazał się album pt. Rock Vatos Locos. Materiał został wydany w formie digital download i był dostępny na stronach www.3pm.pl. W 2010 roku został wydany kolejny album solowy artysty pt. 11. Wydawnictwo ukazało się nakładem wytwórni muzycznej Fonografika. Gościnnie w nagraniach wzięli udział m.in. Yeesooz i Krist Van D oraz syn Kitlińskiego – Sir Patricko. Również w 2010 roku Karramba wraz z DJ-em BBX założył zespół pod nazwą PeWeX. Debiutancki album projektu zatytułowany Haj$, Lan$ i Baun$ ukazał się w 2011 roku. Z zespołu PeWeX odszedł w 2018 roku.

### 2011–2016:R.V.L.iR.V.L. v2.0,Back To Da Oldschool, reedycjaLos Vatos Locos
Od 2010 roku zaczął pracować nad utworami, które ukazały się na jednym z nowszych albumów artysty. W serwisie YouTube zostały one wydawane w latach 2010–2013. W 2015 roku wydał dwa albumy reedycyjne: R.V.L. i R.V.L. v2.0. Oba te albumy były reedycjami albumu Rock Vatos Locos wydanego w roku 2005, wzbogaconymi o utwory poddane masteringowi oraz kilka zupełnie nowych utworów. W 2016 roku ukazały się kolejno albumy Back To Da Oldschool oraz reedycja Los Vatos Locos. Album Back To Da Oldschool wydany został 25 marca z okazji 20-lecia wydania albumu Boom! Bang!, przez wytwórnię Fonografika. Promowany był on teledyskiem do utworu „Szkoła Szacunku”, w reżyserii Konrada Niewolskiego oraz z gościnnym udziałem Karoliny Żuchowskiej, ps. KaRRoLa, która prywatnie jest partnerką życiową rapera. Na albumie znalazło się 19 utworów w większości nowych, jak i również najważniejszych utworów z lat 90., stanowiących powrót do oldschoolowego klimatu z tamtych lat. Drugim albumem wydanym w tym roku była reedycja albumu Los Vatos Locos, która ukazała się 29 lipca, i została wzbogacona o wszystkie utwory z oryginalnej wersji albumu z 1997 roku poddane masteringowi.

### 2016–2020:Santa Muerte, reedycjaVatos Locos Klan,Kryminalna Polskaoraz wywiad dla Kryminalna Polska
W grudniu 2016 roku miała miejsce premiera jego minialbumu zatytułowanego Santa Muerte. Finalnie ukazał się on 19 grudnia. Za wydanie odpowiada wytwórnia Gold Trade Music. Na płycie gościnnie pojawił się Detergent. Album zawiera utwory, które powstały w 2010 roku, lecz nigdy nie ukazały się w formie digital ani na żadnej płycie CD. Okładkę do minialbumu zaprojektował Redem. Utwory takie jak „Przejebane”, „Znajdę Cię”, „Poszukiwany” i „Santa Muerte” zyskały ogromną popularność wśród fanów rapera. Kilka lat później minialbum został wydany w limitowanej edycji, wzbogacony o wszystkie nagrania z roku 2010 zarówno, jak i najnowsze nagrania na dwóch księgach oraz trzy bonusowe utwory. Limitowana wersja kolekcjonerska została wydana w formie digipack z książeczką. Był ręcznie numerowany i posiadał certyfikat oraz podpis Karramby.
W 2017 roku Karramba wydał reedycję albumu Vatos Locos Klan, która ukazała się 3 lutego. Reedycja Vatos Locos Klan to 20 oldschoolowych utworów z oryginalnej wersji albumu z 2001 roku poddanych masteringowi. Na albumie pojawił się także jeden nowy, bonusowy utwór zatytułowany „Booh! Booh!” wydany 20 stycznia 2017 roku z gościnnym udziałem rapera Dusza T. Do utworu zrealizowany został wideoklip. Album również po raz pierwszy oficjalnie stał się dostępny we wszystkich serwisach digital. Również w 2017 roku Karramba wydał singiel „N@j”, którym zapowiedział jego ukazanie się na jednym z najnowszych albumów artysty w 2021 roku. Teledysk do utworu został odtworzony w serwisie YouTube ponad 1 mln razy. Jeszcze w październiku tego roku Karramba udzielił wywiadu dla serwisu Kryminalna Polska.
W 2018 Karramba wydał kolejną płytę pod tytułem „Kryminalna Polska”. Był to pierwszy album, który w pełni zawierał tylko nowe utwory, bez starszych utworów z lat 90. Za wydanie odpowiedzialna była wytwórnia Almax. Album w całości wyprodukował MB. Single z albumu były nagrywane w latach 2017–2018. W 2019 roku kilka singli z albumu Kryminalna Polska ukazało się w serwisie YouTube, na oficjalnym kanale rapera, dodatkowo singiel „Misiek z Nadarzyna” zdobył dużą popularność i został odtworzony ponad 2 mln razy. 4 października tego samego roku raper wypuścił utwór „Stop konfidentom” z gościnnym udziałem Miśka z Nadarzyna, który później pojawił się na jednym z najnowszych albumów artysty.
16 maja 2020 roku Karramba opublikował nagranie w ramach akcji #Hot16Challenge2, której celem była zbiórka funduszy na rzecz personelu medycznego w celu wsparcia go w walce z koronawirusem. Produkcji nagrania podjął się MB, a Kitliński w swojej zwrotce nominował kolejno: Piotra Szatkowskiego/Kryminalna Polska, Filipa Czerwińskiego/Mafia PL, Sonitt/Mniszka, Joannę Borysewicz, Mike’a Duszę T, Zygiego i Liroya.

### 2020–2023:Demo ’99,Stop konfidentomiEssa’23
1 czerwca 2020 roku miała miejsce premiera jego piętnastego albumu Demo ’99, który był wydaniem kolekcjonerskim i zawierał utwory z roku 1999 oraz kilka nowych utworów. Na albumie gościnnie wystąpił K8.
W lutym 2021 roku wypuścił do sieci utwór zatytułowany „Ulica, honor i zasady”, który zapowiadał jego nowy album. 31 marca 2021 roku wydał singiel „Ręki nie podawaj konfidentom”, który nagrał we współpracy wraz z Miśkiem z Nadarzyna, Toonym, HMS-em oraz Mixerem, za którego produkcję odpowiedzialny był MB. W kwietniu 2021 utwory te znalazły się na najnowszym albumie rapera Stop konfidentom, który został wydany przez wytwórnię Gold Trade Music w tym samym miesiącu. Na albumie znajdował się jeden bonusowy utwór.
2 grudnia 2022 roku na kanale rapera w serwisie YouTube ukazał się singiel „Nie lub mnie”. W 2023 roku opublikował 2 nagrania zapowiadające jego najnowszy singiel „Essa!??”, który ukazał się 22 lutego. Oba wspomniane wcześniej utwory zapowiadały najnowszy album Karramby, który ma ukazać się w 2023 roku.

## Dyskografia

### Albumy studyjne
| Rok  | Dane dot. albumu                                                                                             | Najwyższa pozycja na liście | Sprzedaż       | Certyfikat        |
| Rok  | Dane dot. albumu                                                                                             | POL                         | Sprzedaż       | Certyfikat        |
| ---- | --- | --------------------------- | -------------- | ----------------- |
| 1996 | Boom! Bang! - Data: 1996 - Wydawca: Star Maker - Format: CC, CD, digital download                            | –                           | - POL: 40 000+ |                   |
| 1997 | KaRRamBa...oszalał?!! - Data: 1997 - Wydawca: Star Maker - Format: CD, digital download                      | –                           | - POL: 80 000+ | - złota płyta     |
| 1997 | Los Vatos Locos - Data: 1997 - Wydawca: Star Maker - Format: CC, CD, digital download                        | –                           | - POL: 80 000+ | - platynowa płyta |
| 1998 | Los Vatos Locos II – Hard Mixxx - Data: 1998 - Wydawca: Star Maker - Format: CC, CD, digital download        | –                           |                |                   |
| 1999 | Dr Spikee - Data: 1999 - Wydawca: Pomaton EMI - Format: CD, digital download                                 | –                           |                |                   |
| 2001 | Vatos Locos Klan - Data: 2001 - Wydawca: Odeon Music Polska - Format: CD, digital download                   | 1                           |                | - platynowa płyta |
| 2004 | Milion Peelenuff - Data: 2004 - Wydawca: Odeon Music Polska - Format: CD, digital download                   | –                           |                |                   |
| 2005 | Rock Vatos Locos - Data: 16 maja 2005 - Wydawca: www.3pm.pl - Format: CD, digital download                   | –                           |                |                   |
| 2010 | 11 - Data: 11 grudnia 2010 - Wydawca: Fonografika - Format: CD                                               | –                           |                |                   |
| 2015 | R.V.L. (reedycja) - Data: 29 stycznia 2015 - Wydawca: Gold Trade Music - Format: CD                          | –                           |                |                   |
| 2015 | R.V.L. v2.0 (reedycja) - Data: 24 marca 2015 - Wydawca: Gold Trade Music - Format: CD, digital download      | –                           |                |                   |
| 2016 | Back To Da Oldschool - Data: 25 marca 2016 - Wydawca: Fonografika - Format: CD                               | –                           |                |                   |
| 2016 | Los Vatos Locos (reedycja) - Data: 29 lipca 2016 - Wydawca: Gold Trade Music - Format: CD                    | –                           |                |                   |
| 2017 | Vatos Locos Klan (reedycja) - Data: 3 lutego 2017 - Wydawca: Gold Trade Music - Format: CD, digital download | –                           |                |                   |
| 2018 | Kryminalna Polska - Data: 23 marca 2018 - Wydawca: MB PRODUCTIONS, Almax - Format: CD, digital download      | –                           |                |                   |
| 2020 | Demo ’99 - Data: 1 czerwca 2020 - Wydawca: Fan Club - Format: CD                                             | –                           |                |                   |
| 2021 | Stop konfidentom - Data: kwiecień 2021 - Wydawca: Gold Trade Music - Format: CD                              | –                           |                |                   |
| 2023 | Rock Vatos Locos - Data: czerwiec 2023 - Wydawca: Vatos Locos Fan Club - Format: CD                          |                             |                |                   |

### Albumy we współpracy
| Rok  | Dane dot. albumu                                                                                    | Najwyższa pozycja na liście | Sprzedaż        | Certyfikat    |
| Rok  | Dane dot. albumu                                                                                    | POL                         | Sprzedaż        | Certyfikat    |
| ---- | --------------------------------------------------------------------------------------------------- | --------------------------- | --------------- | ------------- |
| 1993 | Cham się topi... (jako Brooklyn) - Data: 1993 - Wydawca: Gamma - Format: CC                         | –                           |                 |               |
| 1994 | Banda osiedlowa (jako Brooklyn, oraz The Young Gang) - Data: 1994 - Wydawca: Gamma - Format: CC     | –                           |                 |               |
| 1996 | Klimaty (jako Project’96) - Data: 1996 - Wydawca: Blue Star - Format: CD                            | –                           |                 |               |
| 1996 | Weźmiesz wszystko (jako 4 Jumps) - Data: 1996 - Wydawca: Dens, Star Maker, Pomaton EMI - Format: CD | –                           |                 |               |
| 1997 | Nie mów tak i nie (jako U&I) - Data: 1997 - Wydawca: Tic Tac - Format: CD                           | –                           |                 |               |
| 2011 | Haj$, Lan$ i Baun$ (jako PeWeX) - Data: 7 marca 2011 - Wydawca: Magic Records - Format: CD          | 22                          | - POL: 100 000+ | - złota płyta |

### Minialbumy
| Rok  | Dane dot. albumu                                                                                | Najwyższa pozycja na liście | Sprzedaż       | Certyfikat        |
| Rok  | Dane dot. albumu                                                                                | POL                         | Sprzedaż       | Certyfikat        |
| ---- | ----------------------------------------------------------------------------------------------- | --------------------------- | -------------- | ----------------- |
| 1997 | Los Vatos Locos - Data: 1997 - Wydawca: Star Maker - Format: CC, CD, digital download           |                             | - POL: 80 000+ | - platynowa płyta |
| 2016 | Santa Muerte - Data: 19 grudnia 2016 - Wydawca: Gold Trade Music - Format: CD, digital download |                             |                |                   |

### Kompilacje
| Rok  | Dane dot. albumu                                                                            |
| ---- | ------------------------------------------------------------------------------------------- |
| 1999 | Gold Collection Vol. I - Data: 1999 - Wydawca: Star Maker - Format: CD, digital download    |
| 1999 | Gold Collection Vol. II - Data: 1999 - Wydawca: Star Maker - Format: CD, digital download   |
| 2003 | Debeztoff 1993–2003 - Data: 2003 - Wydawca: Bellisima Studio - Format: CD, digital download |

### Single
| Rok  | Tytuł                                                                        | Wytwórnia          | Album                 |
| ---- | ---------------------------------------------------------------------------- | ------------------ | --------------------- |
| 1996 | „KaRRamBa Rap” (gościnnie: 4Real)                                            | Star Maker         | Boom! Bang!           |
| 1996 | „Klimaty” (jako Project’96)                                                  | Blue Star          | Klimaty               |
| 1997 | „Baltazar drugi”                                                             | Star Maker         | Los Vatos Locos       |
| 1997 | „Los Vatos Locos”                                                            | Star Maker         | Los Vatos Locos       |
| 1997 | „Dorosłe dzieci”                                                             | Star Maker         | Miky/Dorosłe dzieci   |
| 1997 | „I Wanna Die”                                                                | Star Maker         | KaRRamBa...oszalał!!? |
| 1997 | „Miky”                                                                       | Star Maker         | KaRRamBa...oszalał!!? |
| 1998 | „KaRRamBa Oszalał!!?”                                                        | Star Maker         | KaRRamBa...oszalał!!? |
| 1998 | „No Drugs”                                                                   | Star Maker         | KaRRamBa...oszalał!!? |
| 1999 | „Dr Spikee”                                                                  | Pomaton EMI        | Dr Spikee             |
| 1999 | „Nie możesz się bać!”                                                        | Pomaton EMI        | Dr Spikee             |
| 2000 | „Vatos Locos Klan” (gościnnie: 4Real)                                        | Odeon Music Polska | Vatos Locos Klan      |
| 2004 | „Mój własny raj”                                                             | www.3pm.pl         | Vatos Locos Klan      |
| 2005 | „My Joy”                                                                     | www.3pm.pl         | Rock Vatos Locos      |
| 2010 | „Ile Kosztujesz?” (gościnnie: BriLLian, Domi)                                | Fonografika        | 11                    |
| 2011 | „Puchacze Przez eRR” (gościnnie: Ivona, Słaby Program, YeeSooZ)              | Fonografika        | 11                    |
| 2011 | „Taki jestem” (jako PeWeX)                                                   | Magic Records      | Haj$, Lan$ i Baun$    |
| 2015 | „Jak najdalej stąd” (gościnnie: Izza)                                        | Gold Trade Music   | R.V.L.                |
| 2015 | „NY płonie” (gościnnie: 4Real, Dziura)                                       | Gold Trade Music   | R.V.L.                |
| 2015 | „Dziewczyna w koronie cierniowej”                                            | Gold Trade Music   | R.V.L.                |
| 2015 | „Isabell” (gościnnie: Syla & Dom Tomassino)                                  | Gold Trade Music   | R.V.L. v2.0           |
| 2015 | „Chcę być dzieckiem” (gościnnie: Sylwia)                                     | Gold Trade Music   | Back To Da Oldschool  |
| 2015 | „Respekt!”                                                                   | Gold Trade Music   | Back To Da Oldschool  |
| 2015 | „Szkoła szacunku” (gościnnie: KaRRoLa)                                       | Gold Trade Music   | Back To Da Oldschool  |
| 2016 | „Nienawidzę!” (gościnnie: EN!DO, H4WK)                                       | Gold Trade Music   | Back To Da Oldschool  |
| 2016 | „Na dnie piekła”                                                             | Gold Trade Music   | Back To Da Oldschool  |
| 2016 | „Gangster?” (gościnnie: Detergent)                                           | Gold Trade Music   | Back To Da Oldschool  |
| 2017 | „Booh! Booh!” (gościnnie: Dusza T)                                           | Gold Trade Music   | Vatos Locos Klan 2017 |
| 2017 | „N@j”                                                                        |                    | –                     |
| 2017 | „Charakterne pitbulle”                                                       | MB PRODUCTIONS     | Kryminalna Polska     |
| 2017 | „Kryminalna Polska”                                                          | MB PRODUCTIONS     | Kryminalna Polska     |
| 2018 | „Zabiję!”                                                                    | MB PRODUCTIONS     | Kryminalna Polska     |
| 2018 | „8 przykazanie”                                                              | MB PRODUCTIONS     | Kryminalna Polska     |
| 2018 | „18+”                                                                        | MB PRODUCTIONS     | Kryminalna Polska     |
| 2018 | „Błękitna autostrada”                                                        | MB PRODUCTIONS     | Kryminalna Polska     |
| 2019 | „Gangsterska miłość” (gościnnie: Ervi)                                       | MB PRODUCTIONS     | Kryminalna Polska     |
| 2019 | „Misiek z Nadarzyna”                                                         | Almax              | Kryminalna Polska     |
| 2019 | „W imię zasad II” (oraz Misiek z Nadarzyna i MB)                             | MB PRODUCTIONS     | Kryminalna Polska     |
| 2019 | „Stop konfidentom” (oraz Misiek z Nadarzyna i MB)                            | MB PRODUCTIONS     | Stop konfidentom      |
| 2020 | „Ona i Ona”                                                                  |                    | Demo ’99              |
| 2020 | „#hot16challenge2”                                                           | MB PRODUCTIONS     | –                     |
| 2021 | „Ręki nie podawaj konfidentom!” (oraz Misiek z Nadarzyna, Toony, HMS, miXer) | Gold Trade Music   | Stop konfidentom      |
| 2022 | „Nie lub mnie”                                                               | MB PRODUCTIONS     | TBA                   |
| 2023 | „Essa!??” (gościnnie: Ator)                                                  | MB PRODUCTIONS     | TBA                   |

### Gościnnie
| Rok  | Tytuł                                                                     | Wytwórnia  | Album               | Źródło |
| ---- | ------------------------------------------------------------------------- | ---------- | ------------------- | ------ |
| 1994 | „Slow and Stoned (Method of Yonash)” (Acid Drinkers, gościnnie: Karramba) | Mega Czad  | Infernal Connection | [ 52 ] |
| 1996 | „Nie odmawiaj” (Karolina, gościnnie: Karramba)                            | Star Maker | Nie Odmawiaj        | [ 53 ] |

### Maxi single
| Rok  | Album                                                                                        |
| ---- | -------------------------------------------------------------------------------------------- |
| 1997 | Baltazar Drugi/I Wanna Die - Data: 1997 - Wydawca: Star Maker - Format: CD, digital download |
| 1997 | Miky/Dorosłe Dzieci - Data: 1997 - Wydawca: Star Maker - Format: CC, digital download        |